# باکالیته
باکالیته (به بلغاری: Bakalite) یک منطقهٔ مسکونی در بلغارستان است که در شهرستان چرنوچن واقع شده‌است.
 باکالیته ۶٫۳۸۵ کیلومتر مربع مساحت و ۸۹ نفر جمعیت دارد.